# Monument au général Belliard
Le monument au général Belliard est une statue de style néo-classique érigée face au parc de Bruxelles à la mémoire du général Belliard, ambassadeur de France à Bruxelles après la révolution belge de 1830.

## Localisation
La statue se dresse non loin de la rue Royale, au début de la rue Baron Horta qui se trouve dans l'axe de la rue Belliard située de l'autre côté du parc de Bruxelles.

## Historique
Le général français Augustin-Daniel Belliard fut en 1831 et 1832 ministre plénipotentiaire de la France auprès du gouvernement belge, ce qui lui conférait le pouvoir d'appeler l'armée française à la rescousse de la Belgique au moment de la campagne des Dix-Jours, lancée en août 1831 par Guillaume Ier des Pays-Bas dans une tentative manquée de mettre fin à l'indépendance belge.
Belliard fut victime d'une congestion cérébrale le 28 janvier 1832, lors d'une promenade dans le parc de Bruxelles.
Une statue lui fut érigée face au parc : le monument, conçu par l'architecte Tilman-François Suys et sculpté par le sculpteur Guillaume Geefs, fut inauguré le 23 septembre 1838, le même jour que le monument aux martyrs de la révolution de 1830, autre œuvre de Geefs.

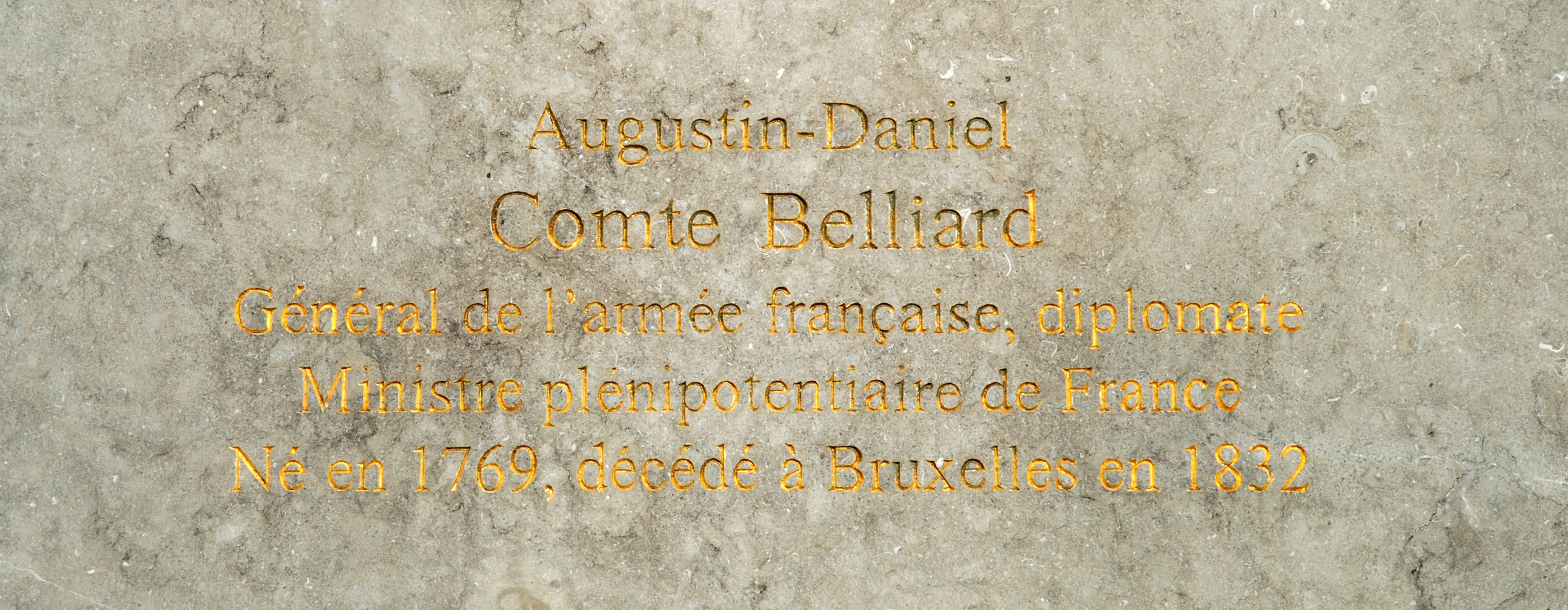
L'hommage en lettres d'or.

## Le monument
Le monument est constitué d'une statue en marbre blanc du général en grand uniforme, dressée sur un piédestal en pierre bleue de section rectangulaire. Le parchemin, symbolisant la lettre du général Belliard au général Chassé indiquant que la France et l'Angleterre prenaient Anvers sous leur protection, a été brisé début 2021 et ne sera pas réparé dans l'immédiat.
La semelle en marbre de la statue porte la signature du sculpteur ainsi que le millésime « 1836 ».
La face est du piédestal, tournée vers le parc, affiche un hommage au général, gravé en lettres d'or :

« Augustin-Daniel
     
Comte Belliard
 
Général de l'armée française, diplomate
 
Ministre plénipotentiaire de France
 
Né en 1769, décédé à Bruxelles en 1832 »

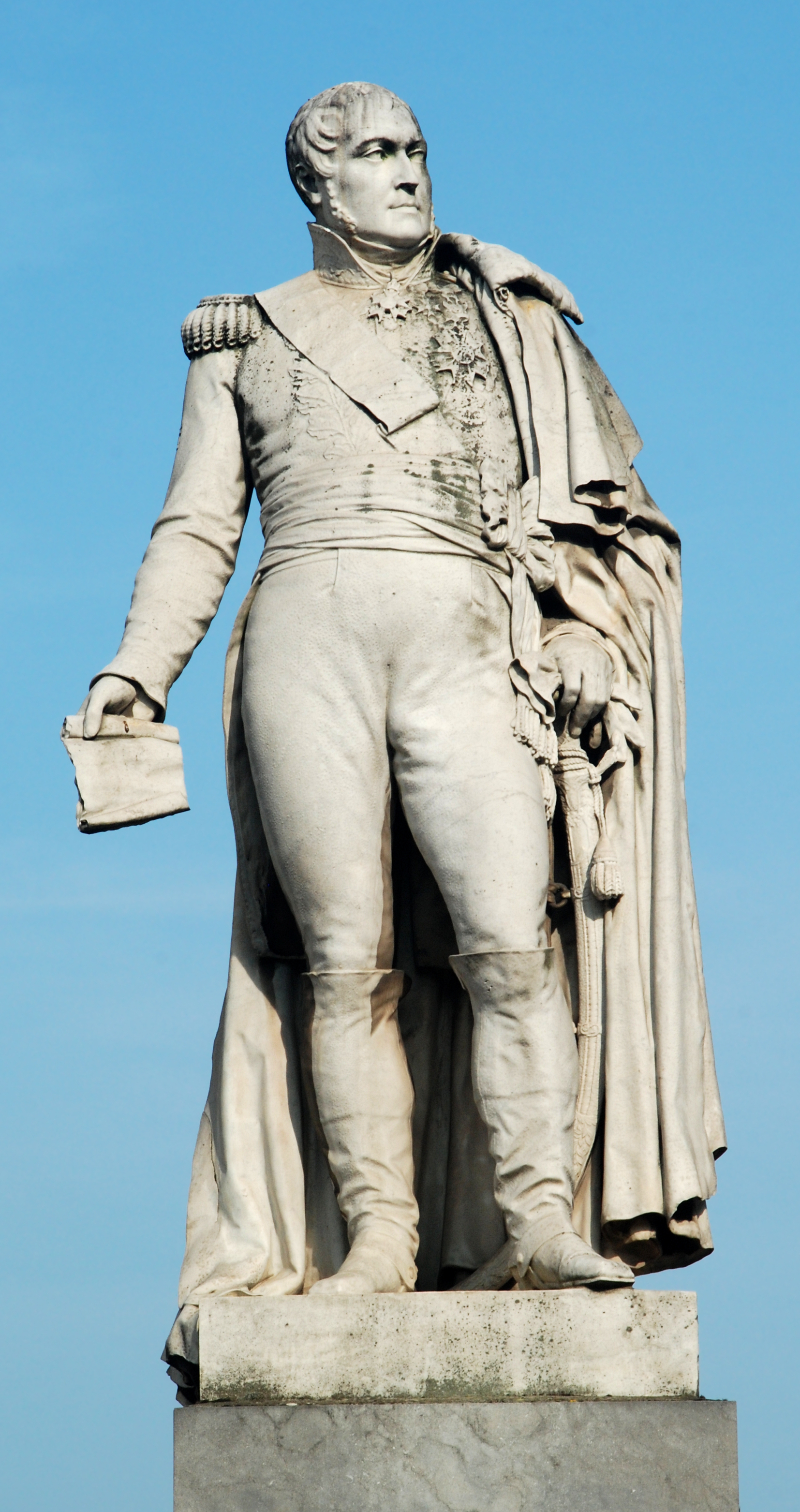
Le général Belliard.

## Accessibilité
| ___ | Ce site est desservi par la station de métro : Parc. |